# Андрей Прскало
Андрей Прскало (хорв. Andrej Prskalo, хорватська вимова: [ǎndrej př̩ːskalo];, нар. 1 травня 1987, Пула) — хорватський футболіст, воротар клубу «Рієка».

## Клубна кар'єра
Народився 1 травня 1987 року в місті Пула. Вихованець юнацьких команд футбольних клубів «Єдинство» (Омладинац) та «Рудар» (Лабин). 5 серпня 2005 року Прскало уклав свій перший професіональний контракт з «Рієкою». Під час першого сезону в клубі вони виграли Кубок Хорватії 2006 року, але Андрей був третім воротарем і не зіграв жодного матчу. Згодом молодого воротаря віддали в оренду в нижчоліговий «Рудар» (Лабин), а у серпні 2007 року він був відданий в оренду команді хорватської третьої ліги «Орієнт», де Прскало став основним воротарем. На початку 2009 року Прскало на тих же правах приєднався до клубу Другої ліги «Поморац», в якому провів наступні півтора року.
У липні 2010 року Прскало у статусі вільного агента перейшов до команди Першої ліги «Істра 1961». 24 липня 2010 року він дебютував на вищому рівні, замінивши після перерви в гостьовому матчі проти «Хайдука» (1:6) Ігора Ловрича, який пропустив у першому таймі аж п'ять м'ячів. Андрей за другий тайм пропустив лише один гол, і той з пенальті. Загалом провів у команді за 3,5 роки 49 матчів в усіх турнірах
На початку 2014 року Прскало повернувся в «Рієку» на правах вільного агента. Після того як 2016 року команду покинув основний воротар Іван Варгич, Прскало зайняв його місце у воротах. У чемпіонському для клубу сезоні 2016/17 він провів всі 36 матчів у чемпіонаті без замін, а в більшості їх виконував також роль капітана команди через тривалу травму основного капітана команди Мате Малеша. При цьому Прскало став найкращим воротарем турніру, провівши 21 «сухий» матч. У наступному сезоні втратив місце в основі через травму, а після відновлення програв конкуренцію Сімону Слузі , повернувшись до основи лише після уходу Сімона у 2019 році. Також Андрей виграв з командою чотири Кубки та один Суперкубок Хорватії. Станом на 17 вересня 2020 року відіграв за команду з Рієки 77 матчів в національному чемпіонаті.

## Виступи за збірну
14 січня 2017 року зіграв свій єдиний матч у складі національної збірної Хорватії, відігравши усі 90 хвилин у грі за 3-тє місце Китайського кубка проти господарів турніру збірної Китаю. Матч закінчився внічию 1:1, а у серії пенальті кращими виявились китайці (5:4), таким чином хорвати не змогли здобути бронзові нагороди турніру.

## Титули і досягнення
- Чемпіон Хорватії (2):

«Рієка»: 2016–17
- Володар Кубка Хорватії (5):

«Рієка»: 2005–06, 2013–14, 2016–17, 2018–19, 2019–20
- Володар Суперкубка Хорватії (1):

«Рієка»: 2014

## Особисте життя
Його батько Мірко також був футболістом. Андрей є племінником колишнього гравця збірної Хорватії з гандболу Младена Прскало.